# Chaka (альбом)
| Оценки критиков          | Оценки критиков |
| Источник                 | Оценка          |
| ------------------------ | --------------- |
| AllMusic                 | [ 1 ]           |
| Christgau’s Record Guide | B               |

Chaka — дебютный сольный студийный альбом американской певицы Чаки Хан, выпущенный 12 октября 1978 года на лейбле Warner Bros. Records. Продюсером альбома выступил Ариф Мардин.

## Список композиций
| №  | Название                     | Автор(ы)                           | Длительность |
| -- | ---------------------------- | ---------------------------------- | ------------ |
| 1. | «I’m Every Woman»            | Николас Эшфорд, Валери Симпсон     | 4:07         |
| 2. | «Love Has Fallen on Me»      | Ллойд Уэббер, Чарльз Степни        | 4:52         |
| 3. | «Roll Me Through the Rushes» | Дэвид Лэсли, Лана Маррано          | 4:42         |
| 4. | «Sleep on It»                | Эндрю Костнер, Ларри Джон Макнэлли | 4:21         |
| 5. | «Life Is a Dance»            | Гэвин Кристофер                    | 4:20         |

| №  | Название                                     | Автор(ы)                                                 | Длительность |
| -- | -------------------------------------------- | -------------------------------------------------------- | ------------ |
| 1. | «We Got the Love» (дуэт с Джорджем Бенсоном) | Джордж Бенсон                                            | 3:27         |
| 2. | «Some Love»                                  | Кит Бойд, Чака Хан, Трод Сапик, Марк Стивенс             | 5:50         |
| 3. | «A Woman in a Man’s World»                   | Эндрю Костнер, Ларри Джон Макнэлли                       | 3:56         |
| 4. | «The Message in the Middle of the Bottom»    | Лаломи Уошберн                                           | 4:15         |
| 5. | «I Was Made to Love Him»                     | Генри Косби, Лула Мэй Хадауэй, Сильвия Мой, Стиви Уандер | 3:23         |

## Позиции в хит-парадах
| Хит-парад (1978—1979)                  | Высшая позиция |
| -------------------------------------- | -------------- |
| Австралия (Kent Music Report)          | 74             |
| Нидерланды (Album Top 100)             | 50             |
| США (Billboard 200)                    | 12             |
| США (Billboard Top R&B/Hip-Hop Albums) | 2              |

## Сертификации
| Регион                                                       | Сертификация | Продажи  |
| ------------------------------------------------------------ | ------------ | -------- |
| США (RIAA)                                                   | Золотой      | 500 000^ |
| * Данные о продажах приведены только на основе сертификации. |              |          |